# Schlesische Tageszeitung
Die Schlesische Tageszeitung war eine von 1930 bis 1945 veröffentlichte Tageszeitung mit nationalsozialistischer Ausrichtung. Sie war ein offizielles Parteiblatt der NSDAP.

## Geschichte
Die Schlesische Tageszeitung wurde im Jahr 1930 vom damaligen Gauleiter der NSDAP in Schlesien Helmuth Brückner gegründet. Die erste Ausgabe erschien am 15. November 1930. Sie wurde zunächst kurzzeitig, von 1930 bis 1931, vom Lützow-Verlag (mit dem die schlesische NSDAP seit 1925 zusammenarbeitete) und anschließend von dem im Sommer 1931 gegründeten parteieigenen NS-Gauverlag-Schlesien GmbH produziert, dessen Sitz sich in Breslau befand. Als Herausgeber firmierte von 1930 bis 1934 Helmuth Brückner. Leitender Redakteur war zunächst Karl Busch.
In späteren Jahren führte die Zeitung den Untertitel Amtliches Blatt der NSDAP und sämtlicher Behörden. In der Schlussphase des Zweiten Weltkrieges führte die Zeitung den Untertitel Frontzeitung der Festung Breslau.
Die letzte Ausgabe der Zeitung war die Sonderausgabe vom 6. Mai 1945 (Extra-Blatt). Diese bestand lediglich aus einem Tagesbefehl des Festungskommanandantenvon Breslau, Hermann Niehoff, der die Kapitulation der Stadt bekannt gab.